# Катель, Шарль Симон
Шарль Симон Катель (фр. Charles Simon Catel; 10 июня 1773 — 29 ноября 1830) — французский композитор, теоретик музыки и педагог. Член Института Франции (1815).

## Биография и творчество
Родился 10 июня 1773 года в Л’Эгле, в Нормандии. Благодаря покровительству А. Саккини, которому понравился его красивый голос, он в одиннадцать лет был принят в Королевскую школу пения и декламации, которая была основана за год до того, с целью обеспечить подбор артистов, предназначенных для оперы или для королевской капеллы. Катель учился композиции у Ф. Ж. Госсека. С 1787 года был преподавателем и аккомпаниатором.
Получив место военного капельмейстера при национальной гвардии, Катель был одним из первых во Франции, писавших для духового оркестра марши, гимны и пр., исполнявшиеся во всех войсках республики. Назначенный профессором Парижской консерватории, Катель написал учебник гармонии (фр. Traité d’harmonie; 1802); он упростил систему аккордов, установленную Рамо, и разделил их на коренные и производные. Принимал деятельное участие в составлении «Solfèges du Conservatoire», которыми долгое время пользовались многие консерватории. Писал оперы («Семирамида», «Баядерки», «Валлас», считающаяся лучшей, и др.), увертюры, квинтеты, трио для струнных инструментов и пр.
Катель умер 24 ноября 1830 года в Париже.